# Dekanat Baranów Sandomierski
Dekanat Baranów Sandomierski – jeden z 25 dekanatów w rzymskokatolickiej diecezji sandomierskiej.

## Parafie
W skład dekanatu wchodzi 11 parafii:
- parafia Ścięcia św. Jana Chrzciciela – Baranów Sandomierski
- parafia Wniebowzięcia NMP – Borki Nizińskie
- parafia Przemienienia Pańskiego – Domacyny
- parafia św. Wojciecha – Gawłuszowice
- parafia Niepokalanego Poczęcia NMP – Jaślany
- parafia św. Bartłomieja Apostoła – Padew Narodowa
- parafia Najświętszego Serca Pana Jezusa – Sarnów
- parafia Miłosierdzia Bożego – Skopanie-Osiedle
- parafia MB Wspomożenia Wiernych – Tuszów Narodowy
- parafia Najświętszego Serca Pana Jezusa – Wola Baranowska
- parafia NMP Królowej Polski – Zachwiejów.

## Sąsiednie dekanaty
Kolbuszowa (diec. rzeszowska), Koprzywnica, Mielec Południe (diec. tarnowska), Mielec Północ (diec. tarnowska), Połaniec, Raniżów, Nowa Dęba